# Pristipomoides sieboldii
Pristipomoides sieboldii là một loài cá biển thuộc chi Pristipomoides trong họ Cá hồng. Loài này được mô tả lần đầu tiên vào năm 1855.

## Từ nguyên
Từ định danh sieboldii không rõ hàm ý, nhưng có lẽ là đặt theo tên của Philipp Franz von Siebold, bác sĩ người Đức, người đã thu thập nhiều loài cá được mô tả trong sách chuyên khảo Fauna Japonica (gồm cả loài này).

## Phạm vi phân bố và môi trường sống
P. sieboldii có phân bố rộng khắp khu vực Ấn Độ Dương - Thái Bình Dương, bao gồm cả Biển Đỏ, trải dài về phía đông đến quần đảo Hawaii và quần đảo Société, giới hạn phía bắc đến bờ nam biển Nhật Bản, phía nam đến Úc, Nouvelle-Calédonie và Tonga. P. sieboldii cũng được ghi nhận tại vùng biển Việt Nam. Một mẫu vật của P. sieboldii còn được tìm thấy ở ngọn núi ngầm Seamount (Đông Nam Đại Tây Dương).
P. sieboldii sống tập trung trên các rạn san hô ở độ sâu khoảng từ 100 đến ít nhất là 360 m, nhưng cũng có thể được tìm thấy ở độ sâu lên tới 500 m.

## Mô tả
Chiều dài cơ thể lớn nhất được ghi nhận ở P. sieboldii là 79 cm, nhưng phổ biến hơn với chiều dài khoảng 40 cm. Cá có màu xám bạc ánh tím. Trên đỉnh đầu có nhiều đốm đen, thấy rõ hơn ở cá con. Viền vây lưng màu cam, vây đuôi màu tía với rìa trong màu trắng.
Số gai ở vây lưng: 10; Số tia vây ở vây lưng: 11; Số gai ở vây hậu môn: 3; Số tia vây ở vây hậu môn: 8; Số tia vây ở vây ngực: 16–17; Số vảy đường bên: 69–74.

## Sinh thái
Thức ăn của P. sieboldii là những loài cá nhỏ, động vật giáp xác và động vật thân mềm.
P. sieboldii có thể sống đến hơn 30 năm tuổi, được ghi nhận ở ở quần đảo Okinawa.

## Thương mại
P. sieboldii là một loại cá thực phẩm phổ biến ở một số vùng (như Nhật Bản) và là một trong những loài chính yếu trong nghề đánh bắt xa bờ ở Hawaii. P. sieboldii cũng nằm trong số 7 loài cá tầng đáy sâu được quản lý ở Hawaii.